# 羊仁
羊仁，元朝庐州庐江（今安徽省庐江县）人。
至元初年，阿朮率兵南下，羊仁家被劫掠，其父被杀，母亲及兄弟都散去。羊仁当时七岁，卖给汴州人李子安家奴，辛勤劳作二十余年，李子安可怜他，放他为良人。羊仁查访出母亲在颍州蒙古军塔海家，兄长在睢州蒙古军岳纳家，弟弟在邯郸连大家，都是家奴，还算平安无恙。于是四处请求亲故，借得钞百锭，挨家求赎。百般筹划，经历六年，如常所愿。家中大小二十余口，重新聚居为良民，孝顺友爱，乡里称美。大德十二年，旌表其家。